# 人質司法
人質司法（日语：／ Hitojichi Shihō）一詞常用於批判日本司法制度中的長期羈押問題，即一個人若被捕後不認罪，他通常會被扣留更長時間而不獲保釋。依照法律，一般而言，在正式起訴前，警方及檢察機關就同一嫌疑最多只可扣留當事人23日（逮捕状最長72小時，勾留状最長20日），而這一本屬例外性質的最大期限在實務中並不難批出。在正式起訴後，拒絕認罪的被告實務中難以獲得保釋，甚至可被羈押1年以上。除此之外，檢調部門有時會將案件分割為多個嫌疑，不斷地「再逮捕」當事人，換取多個扣留期，令當事人長期被扣留，不斷接受訊問。批評意見認為這種做法旨在強迫認罪，會催生冤獄。

## 相關檢討
2006年6月，大阪地方裁判所令状部總括法官松本芳希在法律雜誌撰文，認為「現時保釋的批出過於嚴格，需要重新審視」「應當具体判断有否湮滅證據之虞等，擴大保釋範圍」，又提到livedoor事件及橋梁談合事件中，全面否認涉案的懷疑主謀亦迅速獲得保釋。此外，在東京地方裁判所，因痴漢嫌疑被捕的人即使否認涉案，法官原則上亦傾向不批准檢察機關的羈押聲請。
2014年，法制審議会特別部会曾討論是否創設「中間處分制度」，以指定居所等條件換取調查時無須羈押，最後因檢警出身的委員紛紛提出「湮滅證據之虞會提高」等反對意見而作罷。法官出身的委員則認為「手續合適」，村木厚子等人對這一現象表示「（反對委員）和我們的認識有差異」。

## 爭議事件

### 卡洛斯·戈恩
法新社原東京分社長Philippe Riès曾在法國經濟報《回聲報》撰文談論日產汽車會長（董事長）卡洛斯·戈恩（Carlos Ghosn）被逮捕後扣留在東京拘留所108日之事，並將事件與自己40年前在波蘭統一工人党統治下的波蘭人民共和国被懷疑為間諜而遭扣押一事相比，指自己「当時都不是單人監，可以穿自己的衣服，還有權和妻子每天見面數分鐘」，批評日本檢方憑藉「大到難以想像的權力」逼迫嫌犯供認，「這就是為何有罪率有99％。史太林當權的蘇聯都沒這麼高」。
法國報章《費加洛報》認為拘捕後長期扣留卡洛斯·戈恩屬「人質司法」，之後又報道戈恩的法國律師已將此做法投訴至聯合國人權事務高級專員辦事處。CNN報道卡洛斯·戈恩事件時，用到了「人質司法」一詞的英語：。就東京地方裁判所2019年4月25日批准戈恩保釋，日本檢察廳匿名幹部評論道「裁判所完全怕了『人質司法』這個詞」。
另一方面，中華人民共和国出身的一橋大学大学院法学研究科教授、比較刑事法学者王雲海就指法國有預審制度，當事人有機會在惡劣環境中被羈押4年以上，且欧美面對瞞報事件亦可能分2次逮捕，認為國際上的批判是「沒有道理」。